# Вислодубравская территориальная администрация
Вислодубравская территориальная администрация — сельское территориальное образование в Губкинском городском округе Белгородской области, включающее в себя 6 населённых пунктов. Глава администрации — Круговых Александр Николаевич.

## Состав
| Вид населённого пункта | Наименование   | Население |
| ---------------------- | -------------- | --------- |
| село                   | Вислая Дубрава | 601       |
| село                   | Долгое         | 406       |
| село                   | Заломное       | 437       |
| село                   | Петровки       | 196       |
| село                   | Строкино       | 158       |
| село                   | Чапкино        | 213       |